# Herders Wohnhaus
Herders Wohnhaus of Herderhaus is een huis en museum in het centrum van de oude binnenstad van het Duitse Weimar.  Het ligt aan de Herderplatz 8, in het noordwestelijke hoekje achter de stadskerk van Peter en Paul, veelal aangeduid als de de "Herderkirche".
De Duitse dichter, filosoof en theoloog Johann Gottfried Herder woonde er 27 jaar lang vanaf 1776 tot zijn overlijden in 1803, sinds zijn aanstelling op voorspraak van Goethe door hertog Karel August als hoofdpastor en algemeen superintendent van het hertogdom Saksen-Weimar.
Sinds 1998 staat het barokhuis samen met 11 andere sites van Klassiek Weimar op de Unesco-Werelderfgoedlijst. De nominatie erkent de hoge artistieke kwaliteit van de openbare en particuliere gebouwen en parken in en rond de stad, die alle getuigen van de opmerkelijke culturele bloei van het Klassisches Weimar, ook gekend als Weimarer Klassik. Het verlichte hertogelijk mecenaat trok veel van de toonaangevende schrijvers en denkers in Duitsland, zoals Goethe, Schiller, Jean Paul en Herder naar Weimar in de late 18e en vroege 19e eeuw, waardoor Weimar het culturele centrum van het Europa destijds werd. 